# Ruschia tumidula
Ruschia tumidula là một loài thực vật có hoa trong họ Phiên hạnh. Loài này được (Haw.) Schwantes miêu tả khoa học đầu tiên năm 1926.